# Тархан-Сунак
Тарха́н-Суна́к (крим. Tarhan Sunaq, у 1948—2023 роках — Остро́вське) — село в Україні, в Єрмаківській сільській раді Джанкойського району Автономної Республіки Крим.
Населення складає 125 осіб (перепис 2001 року).
За даними сільради на 2009 рік, село займало площу 44,4 га на якій у 60 дворах проживало 146 осіб.

## Географія
Село Тархан-Сунак розташоване за 96 км від Сімферополя та 4 км від районного центру, у степовому Криму, у гирлі однієї з впадаючих в Сиваш безіменних степових річок, висота над рівнем моря — 15 м. Біля села пролягає залізнична лінія Харків — Севастополь та автошлях міжнародного значення М18E105 (Харків — Сімферополь). Найближчі сусідні села: Орак-Аджи (1,5 км) на захід та Вітвисте з Придорожнім (2 км) на північ. Найближча залізнична станція — Мамут (за 2 км).

## Назва
Кримськотатарською tarhan — шляхетна, привілейована людина; sunaq — жертовник (кам`яний стіл у храмі), також родова назва.
У 2015 році село було внесено до переліку населених пунктів, які підлягали до перейменування, відповідно із Законом України «Про засудження комуністичного та націонал-соціалістичного (нацистського) тоталітарних режимів в Україні та заборону пропаганди їхньої символіки».
12 травня 2016 року постановою Верховної Ради України № 1352-VIII селу повернено назву Тархан-Сунак відповідно до вимог закону «Про засудження комуністичного та націонал-соціалістичного (нацистського) тоталітарних режимів в Україні та заборону пропаганди їхньої символіки». Постанова набрала чинности у 2023 році.

## Історія
Перша документальна згадка села зустрічається в Камеральному Описі Криму … 1784 року, судячи з якого, в останній період Кримського ханства Тархан Сонак входив в Діп Чонгарській кадилик Карасубазарського каймакамства. Після анексії Кримського ханства (8) 19 квітня 1783 року , (8) 19 лютого 1784, на території колишнього Кримського ханства була утворена Таврійська область і село було приєднане до Перекопського повіту . З 1796 по 1802 рік, після Павловських реформ, входило до складу Перекопського повіту Новоросійської губернії. За новим адміністративним поділом, після створення 8 (20) жовтня 1802 Таврійської губернії , Тархан-Сунак був включений до складу Біюк-Тузакчинської волості Перекопського повіту.
За Відомостями про всі селища у Перекопському повіті … від 21 жовтня 1805 року, у селі Тархан-Сунак числилося 11 дворів і 77 жителів кримських татар.
На військово-топографічної карті 1817 року село Таркан Сунак позначене з 15 подвір'ями. Після реформи волосного поділу 1829 року Тархан-Сунак, згідно «Ведомостей про казенні волості Таврійської губернії 1829 р», залишився у складі Тузакчинської волості . На карті 1842 року Тархан Сунак позначений умовним знаком «мале селе», тобто, менше 5 дворів.
У 1860-х роках, після земської реформи Олександра II, село приписали до Байгончецької волості того ж повіту.
У «Списку населених місць Таврійської губернії за відомостями 1864 року», складеному за результатами VIII ревізії 1864 року, Тархан-Сунак — власницьке село з 2 дворами і 8 жителями при колодязях. Згідно ' «Пам'ятної книжки Таврійської губернії за 1867 рік», село Тархан-Сунак було покинуте жителями в 1860—1864 роках, внаслідок еміграції кримських татар, особливо масової після Кримської війни 1853—1856 років, в Туреччину і залишалося в руїнах. Якщо на  триверстовій мапі 1865 село ще визначене, хоча, скоріше, як нежиле, то, на карті з коректурою 1876 року на йог місці позначений заїжджий двір. В «Пам'ятній книзі Таврійської губернії 1889 року» за результатами Х ревізії 1887 року записаний Тархан-Сунак з 8 дворами і 57 жителями.
Після земської реформи 1890 року Тархан-Сунак віднесли до Богемської волості.
У  «… Пам'ятній книжці Таврійської губернії за 1892 рік»  у відомостях про Богемську волось ніяких даних про село, крім назви, не наведено. За «… Пам'ятною книжкою Таврійської губернії за 1900 рік» в економії Тархан-Сунак числилося 47 жителів у 2 дворах. У Статистичному довіднику Таврійської губернії 1915 року, у Богемській волості Перекопського повіту значиться економія поміщика Толстова Тархан-Сунак .
Після радянської окупації, за постановою Кримревкома від 8 січня 1921 року № 206 «Про зміну адміністративних кордонів» була скасована волосна система і в складі Джанкойського повіту був створений Джанкойський район. У 1922 році повіти перетворили в округу. 11 жовтня 1923 року, згідно з постановою ВЦВК, в адміністративний поділ Кримської АРСР були внесені зміни, у результаті яких округи були ліквідовані, основний адміністративною одиницею став Джанкойський район і село включили до його складу. Згідно Списку населених пунктів Кримської АРСР за Всесоюзним переписом від 17 грудня 1926 року, Тархан-Сунак входив до складу скасованого до 1940 року Німецько-Джанкойської сільради Джанкойського району .
У 1944 році, після звільнення Криму від фашистів, згідно Постанови ДКО № 5859 від 11 травня 1944, 18 травня кримські татари були депортовані в Центральну Азію. 12 серпня 1944 року було прийнято постанову № ГОКО-6372с «Про переселення колгоспників у райони Криму» і у вересні 1944 року в район приїхали перші новосели (27 сімей) з Кам'янець-Подільської та Київської областей, а на початку 1950-х років пішла друга хвиля переселенців з різних областей України. Указом Президії Верховної Ради РРФСР від 18 травня 1948 року, Тархан-Сунак перейменували в Островське. На 1968 село входило в Медведівську, з 1977 року — у складі Єрмаківської сільської ради.
У 2023 році постановою Верховної Ради України селу повернуто історичну назву Тархан-Сунак.

## Населення
Відповідно з переписом УРСР 1989 року чисельність наявного населення села становила 133 особи, з яких 62 чоловіки та 71 жінка.
За переписом населення України 2001 року в селі мешкало 125 осіб.

### Мова
Розподіл населення за рідною мовою за даними перепису 2001 року:
| Мова              | Відсоток |
| ----------------- | -------- |
| українська        | 44,00 %  |
| російська         | 36,00 %  |
| кримськотатарська | 8,00 %   |
| молдовська        | 1,60 %   |
| білоруська        | 0,80 %   |
| інші              | 9,60 %   |